# رفراندوم‌های سوئیس (۲۰۲۴)
رفراندوم‌های سوئیس که در سال ۲۰۲۴ در سوئیس برگزار خواهد شد. انتخابات سراسری در ۳ مارس و ۳ ژوئن برگزار شد و قرار است همه‌پرسی‌های دیگری در ۲۲ سپتامبر و ۲۴ نوامبر برگزار شود.

## همه‌پرسی مارس
در دو همه‌پرسی که در ۳ مارس ۲۰۲۴ برگزار شد، هر دو مربوط به سیستم بازنشستگی بود.
- «ابتکار سیزدهمین پرداخت مستمری OASI»، اضافه کردن سیزدهمین ماه مستمری را پیشنهاد کرد.[۲]
- «ابتکار بازنشستگی (سن بازنشستگی)» با هدف افزایش سن بازنشستگی در سال جاری و افزایش خودکار آن هر سال انجام شد.[۳]

دولت سوئیس به رای‌دهندگان توصیه کرد که هر دو همه‌پرسی را رد کنند، اما نظرسنجی‌ها نشان داد که رای‌دهندگان احتمالاً ابتکار اول را پذیرفتند و دومی را رد کردند، و این نتیجه نهایی بود.

### نتایج
| ابتکار برای سیزدهمین پرداخت مستمری OASI | ۱٬۸۸۳٬۴۶۵ | ۵۸٫۲۴ |   | ۱٬۳۵۰٬۲۵۷ | ۴۱٫۷۶ |  |  |  |       | ۵۸٫۳۴ | تایید شد |
| طرح بازنشستگی (سن بازنشستگی)            | ۸۰۹٬۳۸۵   | ۲۵٫۲۸ | ۰ | ۲٬۳۹۲٬۳۸۴ | ۷۴٫۴۲ |  |  |  | ۵۸٫۱۰ | رد شد |          |
| منبع: صدراعظم فدرال                     |           |       |   |           |       |  |  |  |       |       |          |

## همه‌پرسی ژوئن
چهار همه‌پرسی در ۹ ژوئن ۲۰۲۴ برگزار شد. دو مورد در مورد حق بیمه سلامت، یکی در مورد واکسیناسیون، و یکی علیه قانون اخیر در مورد انرژی پایدار بود.

## همه‌پرسی سپتامبر
دو همه‌پرسی در۲۲ سپتامبر ۲۰۲۴ برای رأی‌گیری در مورد اصلاح طرح‌های بازنشستگی شغلی و طرح تنوع زیستی برگزار می‌شود.
ابتکار تنوع زیستی توسط انجمن‌های حفاظت از طبیعت و محیط زیست مطرح شده است و با مخالفت ائتلاف گسترده‌ای از احزاب اصلی راست و میانه‌رو، محافل کشاورزی و سازمان‌های اقتصادی مواجه شده است.